# Saison 1948-1949 de la Juventus FC
Maillots
Chronologie
Saison précédente Saison suivante
La saison 1948-1949 de la Juventus Football Club est la quarante-sixième de l'histoire du club, créé cinquante-deux ans plus tôt en 1897.
Le club turinois prend ici part cette saison à la 47e édition du championnat d'Italie (17e de Serie A).

## Historique
La Juventus FC, cette saison présidée par Gianni Agnelli et entraînée par l'écossais William Chalmers, entreprend au cours de cette nouvelle année quelques changements.
Un an seulement après avoir changé d'adresse, la société juventina déménage à nouveau cette saison, passant de son Corso IV Novembre, 151 à la Piazza San Carlo, 206.
Quelques changements interviennent également au sein de l'effectif, avec l'arrivée du défenseur Sergio Manente, ajouté à Emilio Caprile et l'anglais William Jordan qui eux, viennent renforcer le secteur offensif (premier anglais dans l'équipe depuis plus de 45 ans). En attaque débarquent également cette saison les deux joueurs danois John Hansen et Johannes Pløger (premiers joueurs scandinaves de l'histoire du club).
À la fin de l'été, la Juventus Football Club reprend la compétition officielle avec la Serie A.
C'est le dimanche 19 septembre que Madame commence sa nouvelle saison lors d'un déplacement à Rome contre la Lazio et un large succès 4 buts à rien (buts de Sentimenti III et Caprile et un doublé de Boniperti). Deux semaines plus tard, la Juventus perd son premier match, lors d'un match à l'extérieur contre le Genoa 2 à 1 (malgré un but juventino de Jordan). Il s'ensuit alors une série de deux succès de rang avant que la Juve ne perde son derby della Mole contre le Torino 2-1 lors de la 6e journée (but de Ballarin contre son camp de pour la Vieille Dame). Cette défaite fait entamer le club piémontais une série de 6 défaites consécutives avant qu'il ne regagne enfin sur le score de 1-0 grâce à Muccinelli le 21 novembre. Les bianconeri alternent alors ensuite entre des victoires et des matchs nuls, avant de subir une lourde défaite 3-0 contre Bologne lors d'un match en retard de la 14e journée. La semaine suivante, la Vecchia Signora joue la première rencontre de la nouvelle année 1949 en écrasant Padoue sur le score de 6 buts à 1 (avec des réalisations de Caprile, Cergoli, Jordan (doublé) Muccinelli et de Hansen). Lors de la journée suivante, pour le premier match de la phase retour, les piémontais s'imposent à nouveau contre la Lazio 4 à 1 (avec un doublé sur penalty de Hansen et des buts de Caprile et Pløger), puis prennent ensuite leur revanche lors de la 22e journée sur le Genoa (2-1 grâce aux deux buts de Hansen). Le club bianconero enchaîne ensuite les prestations moyennes, ne parvenant à s'inscrire sur la durée, mais remporte notamment un large succès 5 buts à 1 contre la Sampdoria lors d'une rencontre comptant pour la 26e journée (avec deux doublés de Boniperti et Muccinelli et un but de Caprile).
Entre le 21 février et le 19 mars, l'entraîneur William Chalmers se retrouve en Angleterre pour traiter officiellement de la cession du joueur anglais William Jordan, l'effectif étant alors dirigé durant cette période en intérim par Teobaldo Depetrini (qui entraînait déjà le club durant la première partir du pré-championnat).
Durant le mois suivant, l'équipe de Turin enregistre 2 matchs nuls, une victoire et une défaite, puis le même ratio lors du mois d'avril. Le 8 mai, la Juve s'incline par 2 buts à 0 sur le terrain de Palerme au Stadio La Favorita (seulement 4 jours après la Tragédie du Superga qui toucha son rival du Torino). Deux semaines après cette rencontre, l'équipe du Piémont gagne à domicile au Stadio Comunale le 29 mai lors de l'avant-dernière journée sur le score de 4 à 1 contre Novare (avec des doublés juventini de Boniperti et Hansen), avant d'ensuite perde le dernier match de la saison 3-0 à l'extérieur contre Padoue.
Avec finalement 18 victoires, 8 nuls et 12 défaites engendrées, la Juventus FC termine en haut du tableau, à la 4e place du classement (avec 49 points à égalité avec le Milan mais battue à la différence de buts), mais sort du podium pour la première fois depuis la reprise de la Serie A.
L'attaquant gauche danois du club, John Hansen, finit ex aequo avec Giampiero Boniperti capocannoniere du club avec ses 16 buts.
La Veille Dame continue ainsi sur sa lancée, s'imposant parmi les grands d'Italie avec à nouveau une place dans le top 5 italien.

## Déroulement de la saison

### Résultats en championnat
- Phase aller

| dimanche 19 septembre 1948 1re journée | Lazio | 0 - 4                                               | Juventus | Stadio Nazionale del P.N.F., Rome 16h00 Arbitre : Poggipollini |
| dimanche 19 septembre 1948 1re journée |       | 6e Sentimenti III · 13e Caprile · 19e 85e Boniperti |          | Stadio Nazionale del P.N.F., Rome 16h00 Arbitre : Poggipollini |

| dimanche 26 septembre 1948 2e journée | Juventus                       | 3 - 2 | Fiorentina                       | Stadio Comunale, Turin 16h00 Arbitre : Camiolo |
| dimanche 26 septembre 1948 2e journée | Muccinelli 1re · Jordan 8e 38e |       | 30e Galassi · 89e (pen.) Zanolla | Stadio Comunale, Turin 16h00 Arbitre : Camiolo |

| dimanche 3 octobre 1948 3e journée | Genoa                         | 2 - 1 | Juventus  | Stade Luigi-Ferraris, Gênes 15h30 Arbitre : Gemini |
| dimanche 3 octobre 1948 3e journée | Verdeal 49e · Dalla Torre 76e |       | 3e Jordan | Stade Luigi-Ferraris, Gênes 15h30 Arbitre : Gemini |

| dimanche 10 octobre 1948 4e journée | Juventus                    | 2 - 0 | Triestina | Stadio Comunale, Turin 15h30 Arbitre : Bellé |
| dimanche 10 octobre 1948 4e journée | Caprile 54e · Boniperti 88e |       |           | Stadio Comunale, Turin 15h30 Arbitre : Bellé |

| dimanche 17 octobre 1948 5e journée | Atalanta                    | 2 - 4 | Juventus                               | Stadio Comunale, Bergame 15h00 Arbitre : Pera |
| dimanche 17 octobre 1948 5e journée | Korostelev 6e · Cecconi 14e |       | 16e 21e 85e Boniperti · 79e Muccinelli | Stadio Comunale, Bergame 15h00 Arbitre : Pera |

| dimanche 24 octobre 1948 6e journée | Juventus           | 1 - 2 | Torino                   | Stadio Comunale, Turin 15h00 60 000 spectateurs Arbitre : Dattilo |
| dimanche 24 octobre 1948 6e journée | Ballarin 36e (csc) |       | 25e Ossola · 77e Mazzola | Stadio Comunale, Turin 15h00 60 000 spectateurs Arbitre : Dattilo |

| dimanche 31 octobre 1948 7e journée | Sampdoria                     | 2 - 0 | Juventus | Stade Luigi-Ferraris, Gênes 14h30 Arbitre : Camiolo |
| dimanche 31 octobre 1948 7e journée | Gei 2e · Giuseppe Baldini 73e |       |          | Stade Luigi-Ferraris, Gênes 14h30 Arbitre : Camiolo |

| jeudi 4 novembre 1948 8e journée | Juventus | 0 - 1      | Inter | Stadio Comunale, Turin 14h30 Arbitre : Agnolin |
| jeudi 4 novembre 1948 8e journée |          | 67e Amadei |       | Stadio Comunale, Turin 14h30 Arbitre : Agnolin |

| dimanche 7 novembre 1948 9e journée | Lucchese       | 2 - 1 | Juventus  | Stadio Porta Elisa, Lucques 14h30 Arbitre : Galeati |
| dimanche 7 novembre 1948 9e journée | Carello 3e 64e |       | 6e Parola | Stadio Porta Elisa, Lucques 14h30 Arbitre : Galeati |

| dimanche 14 novembre 1948 10e journée | Juventus | 0 - 1      | Modène | Stadio Comunale, Turin 14h30 Arbitre : Codeluppi |
| dimanche 14 novembre 1948 10e journée |          | 35e Parola |        | Stadio Comunale, Turin 14h30 Arbitre : Codeluppi |

| dimanche 21 novembre 1948 11e journée | Juventus       | 1 - 0 | Bari | Stadio Comunale, Turin 14h30 Arbitre : Marchetti |
| dimanche 21 novembre 1948 11e journée | Muccinelli 88e |       |      | Stadio Comunale, Turin 14h30 Arbitre : Marchetti |

| dimanche 28 novembre 1948 12e journée | Milan         | 1 - 1 | Juventus     | Stade San Siro, Milan 14h30 Arbitre : Bellé |
| dimanche 28 novembre 1948 12e journée | Annovazzi 12e |       | 8e Boniperti | Stade San Siro, Milan 14h30 Arbitre : Bellé |

| dimanche 5 décembre 1948 13e journée | Juventus                  | 2 - 2 | Livourne                 | Stadio Comunale, Turin 14h30 Arbitre : Bernardi |
| dimanche 5 décembre 1948 13e journée | Caprile 29e · Cergoli 72e |       | 1re Cassani · 33e Gimona | Stadio Comunale, Turin 14h30 Arbitre : Bernardi |

| dimanche 12 décembre 1948 15e journée | Pro Patria | 0 - 1      | Juventus | Stadio Comunale, Busto Arsizio 14h30 Arbitre : Agnolin |
| dimanche 12 décembre 1948 15e journée |            | 11e Hansen |          | Stadio Comunale, Busto Arsizio 14h30 Arbitre : Agnolin |

| dimanche 19 décembre 1948 16e journée | Juventus                     | 3 - 2 | Palerme                           | Stadio Comunale, Turin 14h30 Arbitre : Cambi |
| dimanche 19 décembre 1948 16e journée | Hansen 22e 78e · Caprile 80e |       | 42e Pavesi · 71e (pen.) Boniforti | Stadio Comunale, Turin 14h30 Arbitre : Cambi |

| dimanche 26 décembre 1948 17e journée | Juventus | 0 - 0 | Roma | Stadio Comunale, Turin 14h30 Arbitre : Scotto |
| dimanche 26 décembre 1948 17e journée |          |       |      | Stadio Comunale, Turin 14h30 Arbitre : Scotto |

| jeudi 30 décembre 1948 14e journée | Bologne                    | 3 - 0 | Juventus | Stadio Comunale, Bologne 14h30 Arbitre : Carpani |
| jeudi 30 décembre 1948 14e journée | Mike 62e 83e · Tacconi 85e |       |          | Stadio Comunale, Bologne 14h30 Arbitre : Carpani |

| jeudi 6 janvier 1949 19e journée | Juventus                                                                 | 6 - 1 | Padoue         | Stadio Comunale, Turin 14h30 Arbitre : Massai |
| jeudi 6 janvier 1949 19e journée | Caprile 17e · Cergoli 22e · Jordan 25e 39e · Muccinelli 52e · Hansen 58e |       | 66e Checchetti | Stadio Comunale, Turin 14h30 Arbitre : Massai |

- Phase retour

| dimanche 9 janvier 1949 20e journée | Juventus                                                | 4 - 1 | Lazio                | Stadio Comunale, Turin 14h30 Arbitre : Matucci |
| dimanche 9 janvier 1949 20e journée | Hansen 11e (pen.) 75e (pen.) · Caprile 47e · Pløger 76e |       | 80e (pen.) Gualtieri | Stadio Comunale, Turin 14h30 Arbitre : Matucci |

| dimanche 16 janvier 1949 21e journée | Fiorentina | 0 - 0 | Juventus | Stadio Comunale, Florence 14h30 Arbitre : Carpani |
| dimanche 16 janvier 1949 21e journée |            |       |          | Stadio Comunale, Florence 14h30 Arbitre : Carpani |

| dimanche 23 janvier 1949 22e journée | Juventus       | 2 - 1 | Genoa           | Stadio Comunale, Turin 14h30 Arbitre : Dattilo |
| dimanche 23 janvier 1949 22e journée | Hansen 37e 79e |       | 43e Dalla Torre | Stadio Comunale, Turin 14h30 Arbitre : Dattilo |

| dimanche 30 janvier 1949 23e journée | Triestina    | 1 - 0 | Juventus | Stadio Comunale, Trieste 14h30 Arbitre : Scotto |
| dimanche 30 janvier 1949 23e journée | Rossetti 58e |       |          | Stadio Comunale, Trieste 14h30 Arbitre : Scotto |

| jeudi 3 février 1949 18e journée | Novare | 0 - 0 | Juventus | Stadio Comunale, Novare 15h00 Arbitre : Orlandini |
| jeudi 3 février 1949 18e journée |        |       |          | Stadio Comunale, Novare 15h00 Arbitre : Orlandini |

| dimanche 6 février 1949 24e journée | Juventus         | 1 - 0 | Atalanta | Stadio Comunale, Turin 15h00 Arbitre : Tassini |
| dimanche 6 février 1949 24e journée | Hansen 2e (pen.) |       |          | Stadio Comunale, Turin 15h00 Arbitre : Tassini |

| dimanche 13 février 1949 25e journée | Torino                     | 3 - 1 | Juventus    | Stadio Filadelfia, Turin 15h00 52 000 spectateurs Arbitre : Galeati |
| dimanche 13 février 1949 25e journée | Gabetto 17e · Loik 55e 83e |       | 49e Cergoli | Stadio Filadelfia, Turin 15h00 52 000 spectateurs Arbitre : Galeati |

| dimanche 20 février 1949 26e journée | Juventus                                          | 5 - 1 | Sampdoria | Stadio Comunale, Turin 15h00 Arbitre : Bernardi |
| dimanche 20 février 1949 26e journée | Boniperti 4e 47e Muccinelli 16e 88e · Caprile 76e |       | 77e Gei   | Stadio Comunale, Turin 15h00 Arbitre : Bernardi |

| dimanche 6 mars 1949 27e journée | Inter      | 1 - 1 | Juventus       | Stadio San Siro, Milan 15h30 Arbitre : Galeati |
| dimanche 6 mars 1949 27e journée | Amadei 10e |       | 76e Muccinelli | Stadio San Siro, Milan 15h30 Arbitre : Galeati |

| dimanche 13 mars 1949 28e journée | Juventus                   | 2 - 1 | Lucchese    | Stadio Comunale, Turin 15h30 Arbitre : Boffardi |
| dimanche 13 mars 1949 28e journée | Muccinelli 3e · Hansen 37e |       | 62e Peruzzo | Stadio Comunale, Turin 15h30 Arbitre : Boffardi |

| dimanche 20 mars 1949 29e journée | Modène            | 2 - 2 | Juventus                   | Stadio Cesare Marzari, Modène 15h30 Arbitre : Orlandini |
| dimanche 20 mars 1949 29e journée | Cavazzuti 20e 57e |       | 10e Hansen · 41e Boniperti | Stadio Cesare Marzari, Modène 15h30 Arbitre : Orlandini |

| dimanche 3 avril 1949 30e journée | Bari                          | 2 - 1 | Juventus   | Stadio della Vittoria, Bari 15h30 Arbitre : Carpani |
| dimanche 3 avril 1949 30e journée | Isetto 31e (pen.) · Vörös 66e |       | 59e Hansen | Stadio della Vittoria, Bari 15h30 Arbitre : Carpani |

| dimanche 10 avril 1949 31e journée | Juventus       | 1 - 1 | Milan       | Stadio Comunale, Turin 15h30 Arbitre : Dattilo |
| dimanche 10 avril 1949 31e journée | Muccinelli 77e |       | 57e Nordahl | Stadio Comunale, Turin 15h30 Arbitre : Dattilo |

| lundi 18 avril 1949 32e journée | Livourne      | 1 - 3 | Juventus                       | Stadio Ardenza, Livourne 15h30 Arbitre : Bernardi |
| lundi 18 avril 1949 32e journée | Stradella 67e |       | 8e Caprile · 52e 75e Boniperti | Stadio Ardenza, Livourne 15h30 Arbitre : Bernardi |

| dimanche 24 avril 1949 33e journée | Juventus | 2 - 0 | Bologne | Stadio Comunale, Turin 15h30 Arbitre : Carpani |
| dimanche 24 avril 1949 33e journée |          |       |         | Stadio Comunale, Turin 15h30 Arbitre : Carpani |

| samedi 30 avril 1949 34e journée | Juventus                                               | 4 - 3 | Pro Patria                           | Stadio Comunale, Turin 16h00 Arbitre : Tassini |
| samedi 30 avril 1949 34e journée | Caprile 12e · Boniperti 30e · Hansen 65e · Manente 78e |       | 7e Turconi · 23e Martini · 73e Toros | Stadio Comunale, Turin 16h00 Arbitre : Tassini |

| dimanche 8 mai 1949 35e journée | Palerme                              | 2 - 0 | Juventus | Stadio La Favorita, Palerme 16h00 Arbitre : Orlandini |
| dimanche 8 mai 1949 35e journée | De Santis 34e · Boniforti 81e (pen.) |       |          | Stadio La Favorita, Palerme 16h00 Arbitre : Orlandini |

| dimanche 15 mai 1949 36e journée | Roma | 0 - 1       | Juventus | Stadio Nazionale del P.N.F., Rome 16h00 Arbitre : Cicardi |
| dimanche 15 mai 1949 36e journée |      | 61e Manente |          | Stadio Nazionale del P.N.F., Rome 16h00 Arbitre : Cicardi |

| dimanche 29 mai 1949 37e journée | Juventus                           | 4 - 1 | Novare     | Stadio Comunale, Turin 16h00 Arbitre : Picasso |
| dimanche 29 mai 1949 37e journée | Boniperti 25e 60e · Hansen 51e 54e |       | 44e Pombia | Stadio Comunale, Turin 16h00 Arbitre : Picasso |

| dimanche 5 juin 1949 38e journée | Padoue                                             | 3 - 0 | Juventus | Stadio Silvio Appiani, Padoue 16h00 Arbitre : Valsecchi |
| dimanche 5 juin 1949 38e journée | Beraldo 3e · Checchetti 12e · Arrighini 79e (pen.) |       |          | Stadio Silvio Appiani, Padoue 16h00 Arbitre : Valsecchi |

#### Classement
|  |    | Classement final 1948-1949 | Pts | MJ | V  | N  | D  | BP | BC | Dif |
|  | -- | -------------------------- | --- | -- | -- | -- | -- | -- | -- | --- |
|  | 1. | Torino                     | 60  | 38 | 25 | 10 | 3  | 78 | 34 | +44 |
|  | 2. | Inter                      | 55  | 38 | 22 | 11 | 5  | 85 | 39 | +46 |
|  | 3. | Milan                      | 50  | 38 | 21 | 8  | 9  | 83 | 52 | +31 |
|  | 4. | Juventus                   | 44  | 38 | 18 | 8  | 12 | 64 | 47 | +17 |

### Matchs amicaux
| dimanche 5 septembre 1948 | Milan          | 1 - 0 | Juventus |  |
| dimanche 5 septembre 1948 | Buteur inconnu |       |          |  |

| jeudi 9 septembre 1948 | Servette Genève | 0 - 4            | Juventus |  |
| jeudi 9 septembre 1948 |                 | Buteurs inconnus |          |  |

| dimanche 12 septembre 1948 | Legnano          | 3 - 6 | Juventus         |  |
| dimanche 12 septembre 1948 | Buteurs inconnus |       | Buteurs inconnus |  |

| jeudi 11 novembre 1948 | OGC Nice         | 2 - 1 | Juventus       |  |
| jeudi 11 novembre 1948 | Buteurs inconnus |       | Buteur inconnu |  |

| dimanche 27 mars 1949 | Borgomanero      | 3 - 7 | Juventus         |  |
| dimanche 27 mars 1949 | Buteurs inconnus |       | Buteurs inconnus |  |

| jeudi 12 mai 1949 | Catane | 0 - 1          | Juventus |  |
| jeudi 12 mai 1949 |        | Buteur inconnu |          |  |

| mercredi 1er juin 1949 | Locarno        | 1 - 4 | Juventus         |  |
| mercredi 1er juin 1949 | Buteur inconnu |       | Buteurs inconnus |  |

## Effectif du club
Effectif des joueurs de la Juventus Football Club lors de la saison 1948-1949.

## Buteurs
| 15 buts - Giampiero Boniperti - John Hansen 9 buts - Emilio Caprile - Ermes Muccinelli 5 buts - William Jordan | 3 buts - Francesco Cergoli 2 buts - Sergio Manente 1 but - Carlo Parola - Johannes Pløger - Vittorio Sentimenti |